# Colônia Santa Cruz

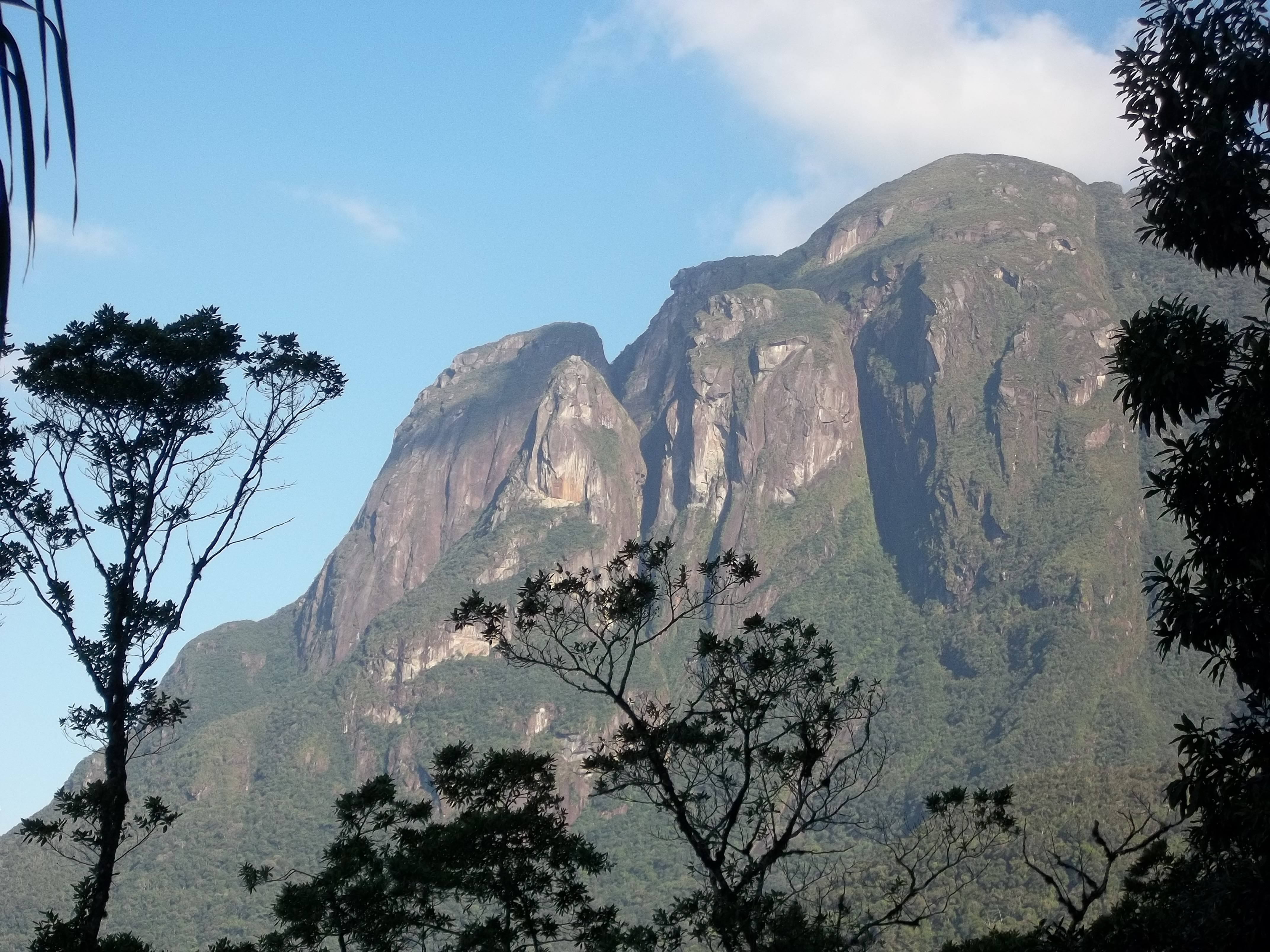
Vista da Serra do Mar

A colônia Santa Cruz é um povoamento inserido no perímetro rural da cidade de Paranaguá, no litoral do estado do Paraná. Fundada em 1896 por várias famílias polonesas.
A ideia de atrair famílias europeias para o litoral e suas instalações em colônias rurais tinha intenção de atender à demanda do abastecimento de alimento, pois com a economia da erva mate, quase não se produzia alimentos na região, gerando uma escassez de alimentos.

A área não era interessante aos criadores de gado, e como a meta dos governantes envolvia o povoamento e o desenvolvimento da agricultura familiar para a implantação de um cinturão verde que atendesse as cidades do litoral paranaense e a capital, Curitiba, com capacidade de produzir hortaliças, frutas e verduras, essas áreas de florestas foram designada à instalação dos imigrantes recém-chegados. Pois assim, se faria possível criar pequenas propriedades rurais familiares, tendo também o intuito de aproximar os imigrantes e incluí-los na estrutura urbana, por meio de vias e estradas.